# 2061
L'any 2061 (MMLXI) serà un any comú que començarà en dissabte segons el calendari gregorià, l'any 2061 de l'era comuna (CE) i Anno Domini (AD), el 61è any del tercer mil·lenni, el 61è any del segle xxi, i el segon any de la dècada del 2060.

## Esdeveniments
Països Catalans
Resta del món
Prediccions
- 20 d'abril: es produirà un eclipsi solar total.[1]
- 28 de juliol: El cometa de Halley arriba al seu periheli, el punt més proper al Sol: l'últim cop que va arribar al seu periheli va ésser el 9 de febrer de 1986.[2]
- 13 d'octubre: es produirà un eclipsi solar anular.[3]
- 31 de desembre:
  - Fi del termini de l'Acord d'aigua de Singapur-Malàisia.
  - L'Associació Americana per a l'Avançament de la Ciència completa un esforç, començat el 1985, per "ajudar a tots els nord-americans a ser alfabetitzats en ciència, matemàtiques i tecnologia", basant-se en punts de referència definits.[4]

Especulacions
- La mineria comercial dels elements de la Lluna podria ser econòmicament factible.[2]